# L'adeu a la nit
L'adeu a la nit (originalment en francès, L'Adieu à la nuit) és una pel·lícula dramàtica francesa del 2019 coescrita i dirigida per André Téchiné. La versió doblada al català es va estrenar el 2 de setembre de 2022 a TV3, on va ser seguit per 115.000 espectadors (7,9% de quota de pantalla).
El rodatge va tenir lloc l'abril de 2018 als Pirineus Orientals i a Occitània. L'adeu a la nit es va seleccionar "fora de competició" i es va projectar com a preestrena el 12 de febrer de 2019 a la Berlinale. El 24 d'abril es va estrenar en cinemes de Bèlgica i França.

## Sinopsi
Quan l'Alex, el seu net, ve a conèixer-la al seu centre d'hípica, la Muriel està contenta de rebre'l per al que creu que seran unes vacances abans que el jove marxi a treballar al Canadà. Però a poc a poc, la Muriel descobrirà que l'Alex li menteix i que, de fet, es prepara per unir-se a Síria i un grup de terroristes.

## Repartiment
- Catherine Deneuve: Muriel
- Kacey Mottet-Klein: Alex
- Oulaya Amamra: Lila
- Stéphane Bak: Bilal
- Jacques Nolot: llogater de la Lila
- Kamel Labroudi: Fouad
- Mohamed Djouhri: Youssef